# Ален Рудий
Ален Рудий (фр. Alain Le Roux; бл. 1040–1093) — бретонський лицар, брав участь у нормандському завоюванні Англії, засновник Річмондського замку.

## Біографія
Ален був другим сином Еда, графа де Пент'євра, представника молодшої лінії правлячої в Бретані герцогської династії, і Агнеси Корнуайської, сестри Хоеля II, герцога Бретонського. Разом зі своїм братом Бріаном, Ален взяв активну участь у завоюванні Англії нормандським герцогом Вільгельмом Завойовником, у тому числі в битві при Гастінгсі, причому особливо відзначився в ході підпорядкування Північної Англії в 1070–1071 роках.

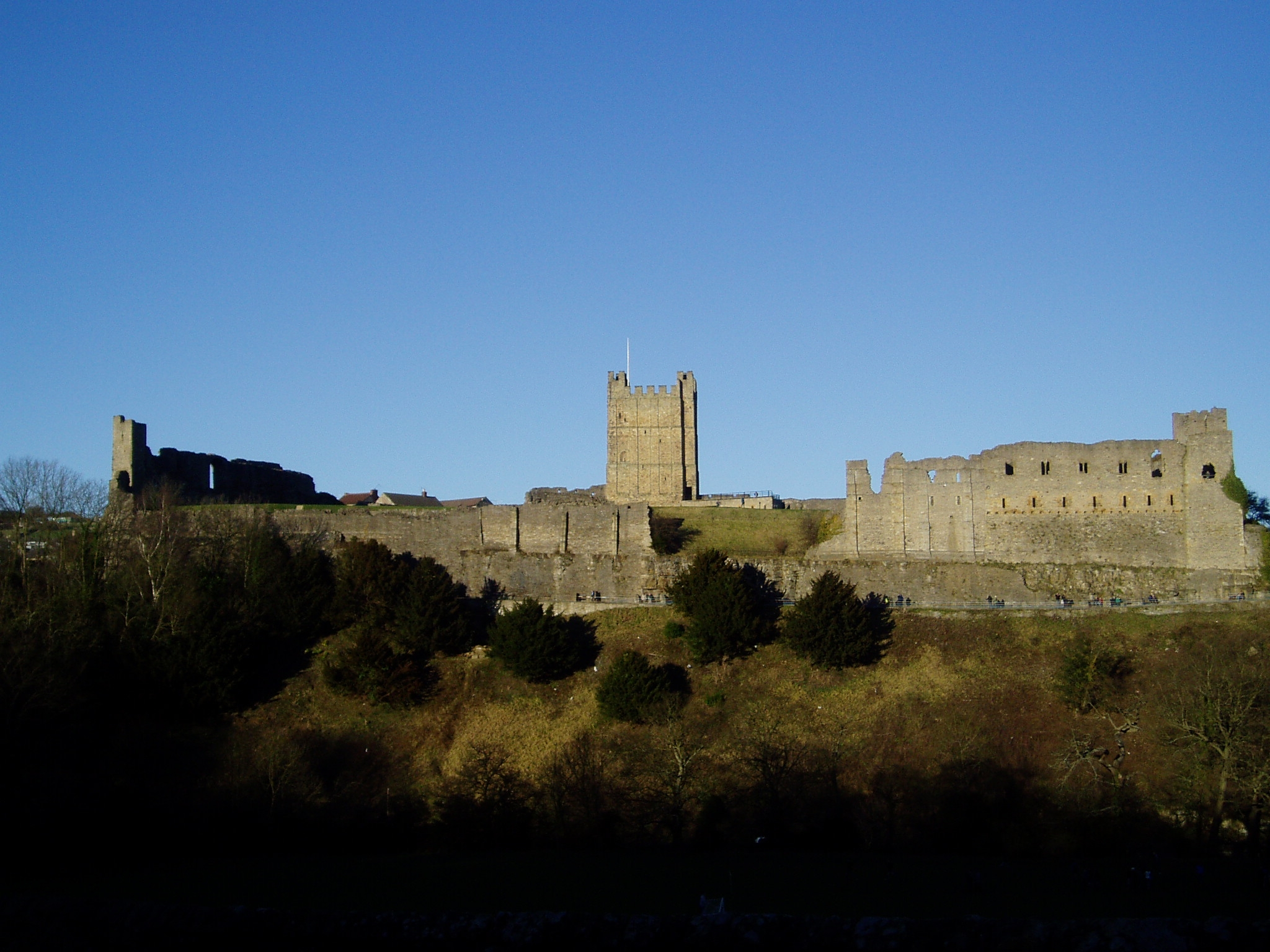
Вид на Річмондський замок, заснований Аленом Рудим

За свою службу Ален отримав від короля Вільгельма великі володіння в Йоркширі та інших графствах Англії, що раніше належали англосаксонському Ерлу Едвіну, а в 1072 році він успадкував землі свого брата Бріана. Центром володінь Алена Рудого став заснований ним замок Річмонд в Північному Йоркширі, який вважається першим кам'яним замком в Англії. Територія, що знаходиться у володінні Алена Рудого, була досить значна (більше 200 манорів) і перебувала в стратегічно важливому районі країни, охороняючи шляхи з Шотландії вглиб Англії. Відомо, що як ленний обов'язок перед королем за свої землі, Ален був повинен забезпечувати охорону Ричмондського замку тридцятьма лицарями, змінюваними кожні два місяці. Пізніше володіння Алена навколо Річмонда склали окреме графство Річмондшир, що стало спадковим володінням Бретонського герцогського дому.
Близько 1089 року Ален Рудий помер і був похований в абатстві Бері-Сент-Едмендс. Ален ніколи не був одружений і дітей не мав. Йому успадковував його молодший брат Ален Чорний (фр. Alain Le Noir; помер в 1093), великий землевласник Східної Англії, після смерті якого їх землі перейшли Етьєну I, графу де Пентьевр. Син останнього, також званий Аленом Чорним, в 1137 році отримав титул графа Річмонда.
У 2015 році Ален зайняв 8 місце найбагатших людей в історії на думку Time. На момент смерті його статки становили 11000 фунтів стерлінгів — близько 7 % ВВП Англії того часу (у перерахунку на курс 2014 року — 194 мільярди доларів).